# Koevsjinovo
Koevsjinovo (Russisch: Кувшиново) is een stad in de Russische oblast Tver. De stad ligt min of meer in het centrum van de oblast, aan de Osoega, op het punt van samenkomen met haar zijrivier Negotsj. Koevsjinovo ligt 133 kilometer ten zuiden van Tver. Het aantal inwoners is 9.428 en is sinds het uiteenvallen van de Sovjet-Unie. Koevsjinovo is tevens het centrum van het gelijknamige bestuurlijke district.
De eerste schriftelijke vermelding van bewoning op de plek van het huidige Koevsjinovo dateert uit 1624. Er werd gewag gemaakt van het dorp Kamennoje (Каменное). In het begin van de negentiende eeuw begon graaf Moesin-Poesjkin er een papierfabriek, die later werd overgenomen door de industrieel Koevsjinovy. In 1910 werd vlak bij Kamennoje een spoorwegstation gebouwd, vernoemd naar Koevsjinovy. Niet veel later begon men de bij het station gelegen nederzetting ook Koevsjinovo te noemen. Na verloop van tijd groeiden naar Kamennoje en Koevsjinovo naar elkaar toe. In 1938 volgde de administratieve samenvoeging tot Kamenka, waarbij tegelijkertijd stadstatus werd toegekend. In 1964 kreeg de stad haar huidige naam.
De papier- en kartonindustrie is tot op de dag van vandaag nog dominant aanwezig. Enkele duizenden mensen uit de stad en omliggende dorpen vinden in deze branche emplooi.

## Demografie
| 1926  | 1931  | 1939  | 1959   | 1970   | 1979   | 1989   | 2002   | 2010   | 2015  |
| ----- | ----- | ----- | ------ | ------ | ------ | ------ | ------ | ------ | ----- |
| 4.097 | 4.900 | 7.909 | 13.549 | 12.963 | 13.471 | 12.435 | 11.276 | 10.007 | 9.428 |

## Galerij

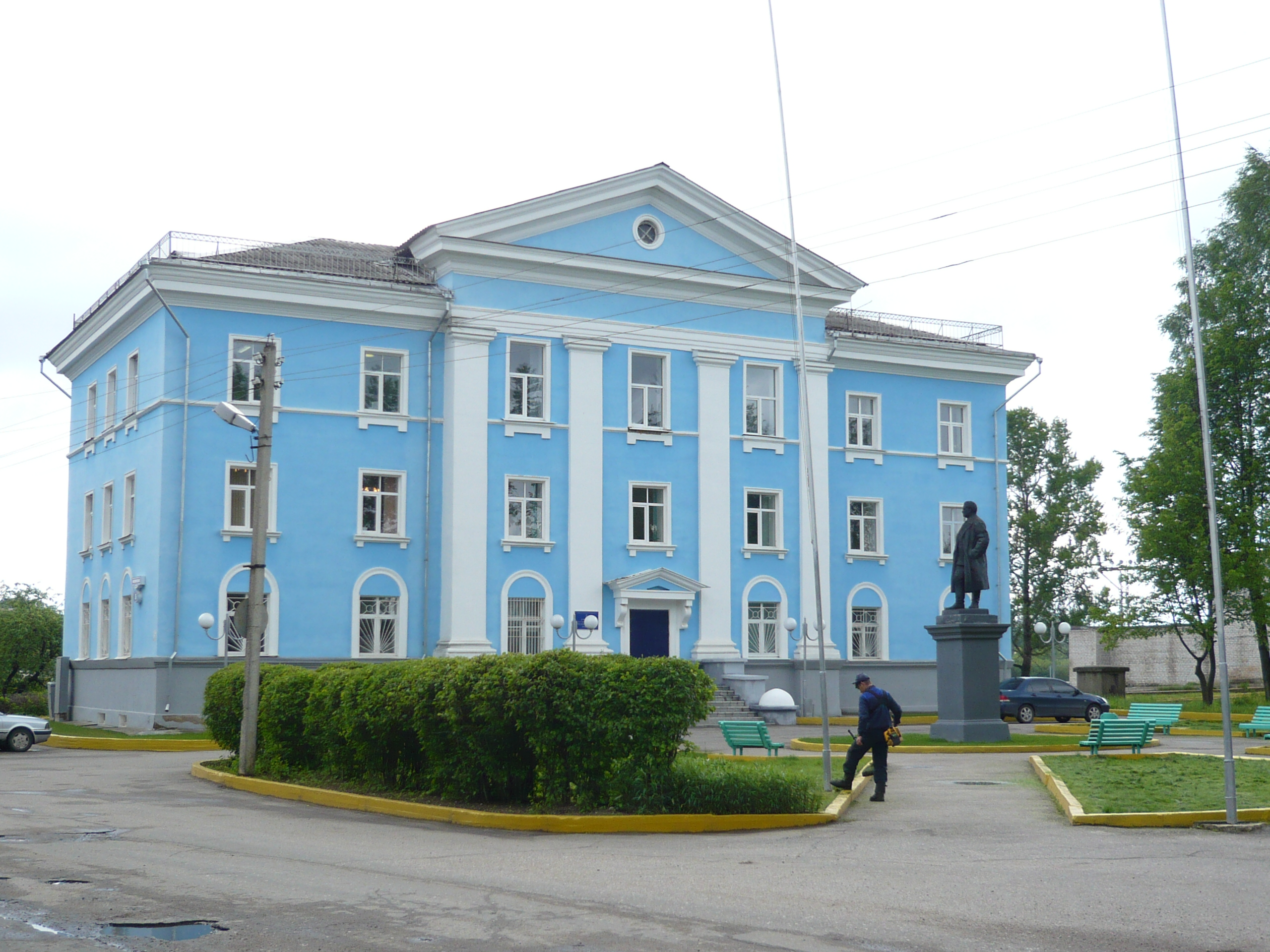
Kartonfabriekshoofdkantoor
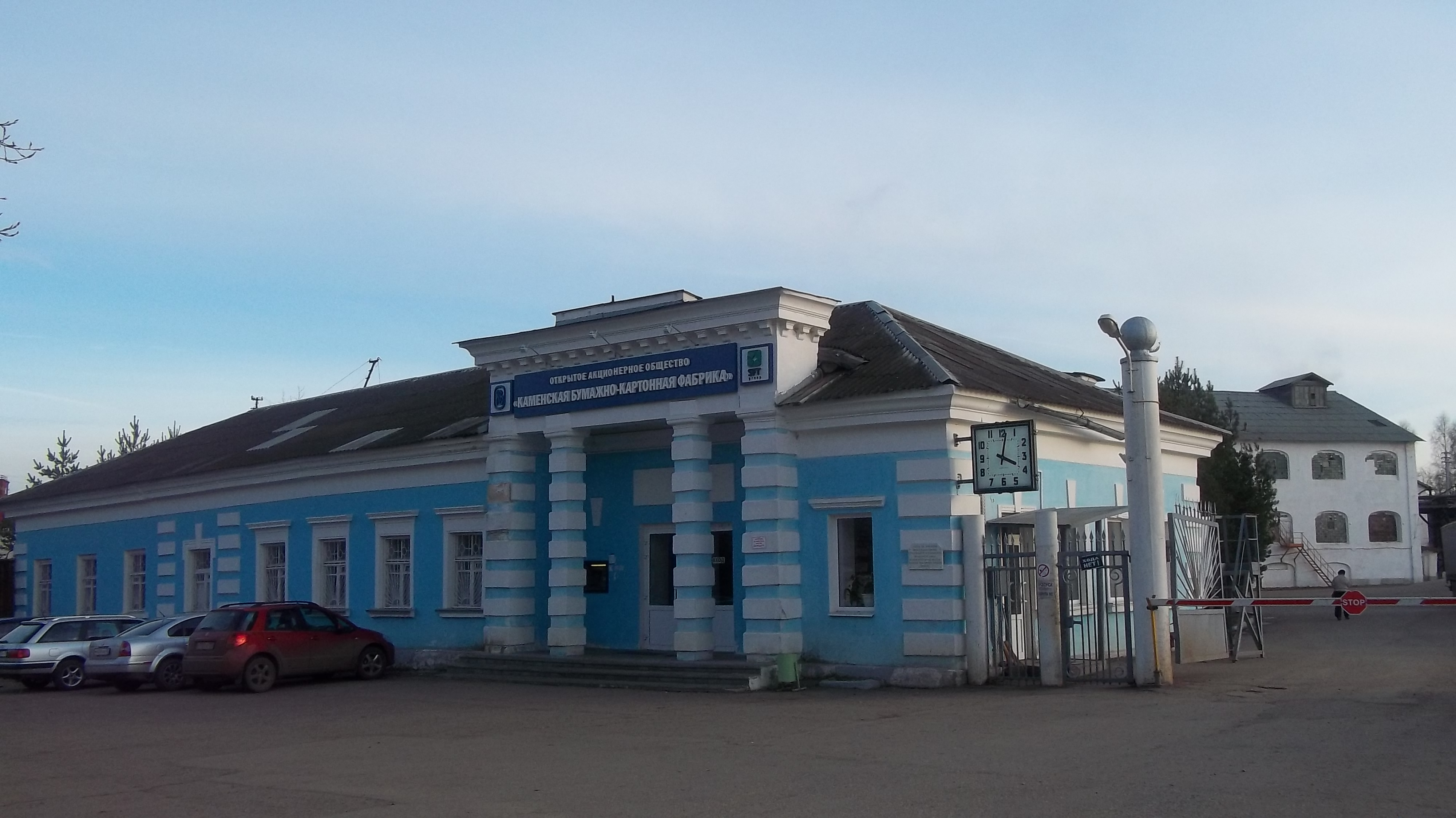
De hoofdingang naar de Kartonfabriek
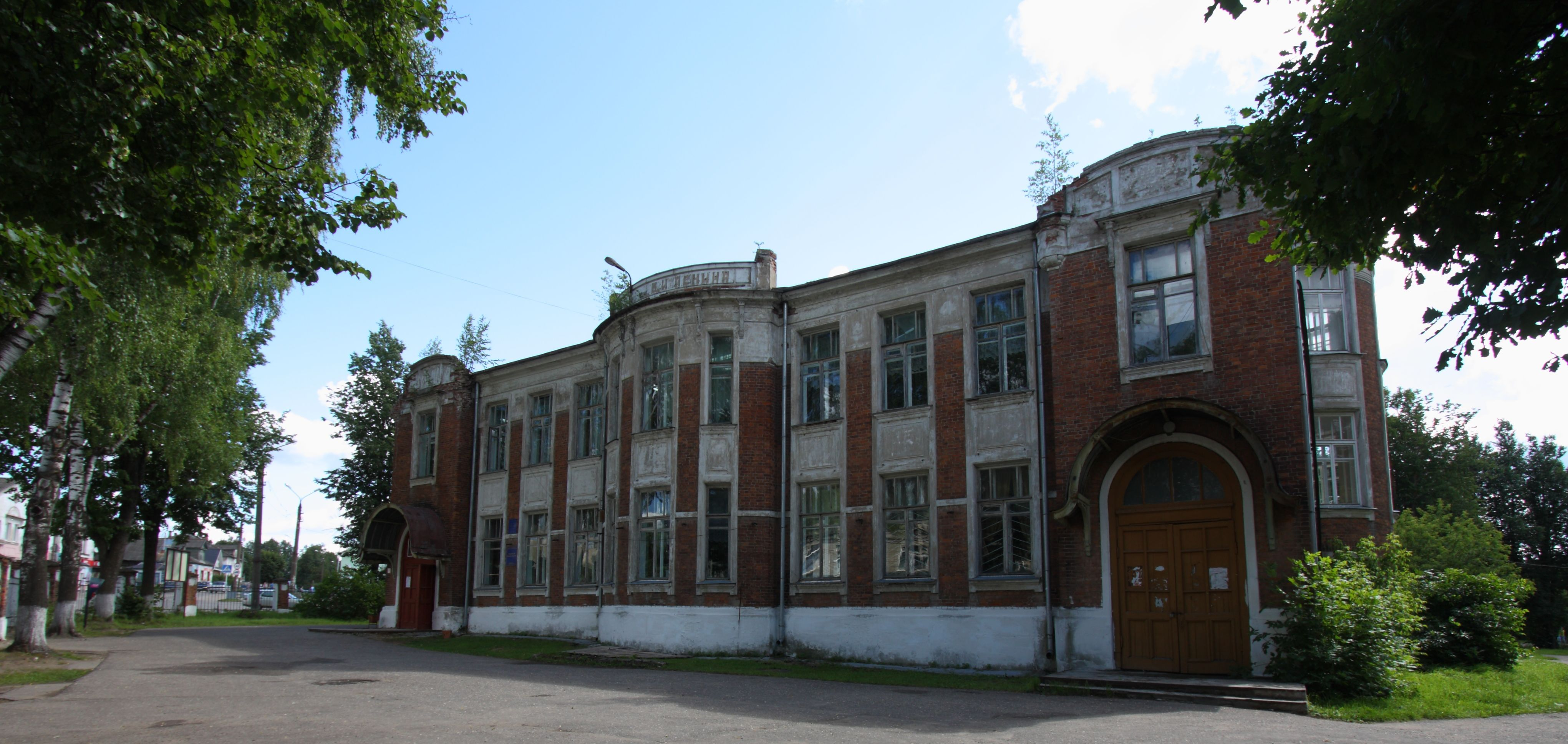
Kulturhus
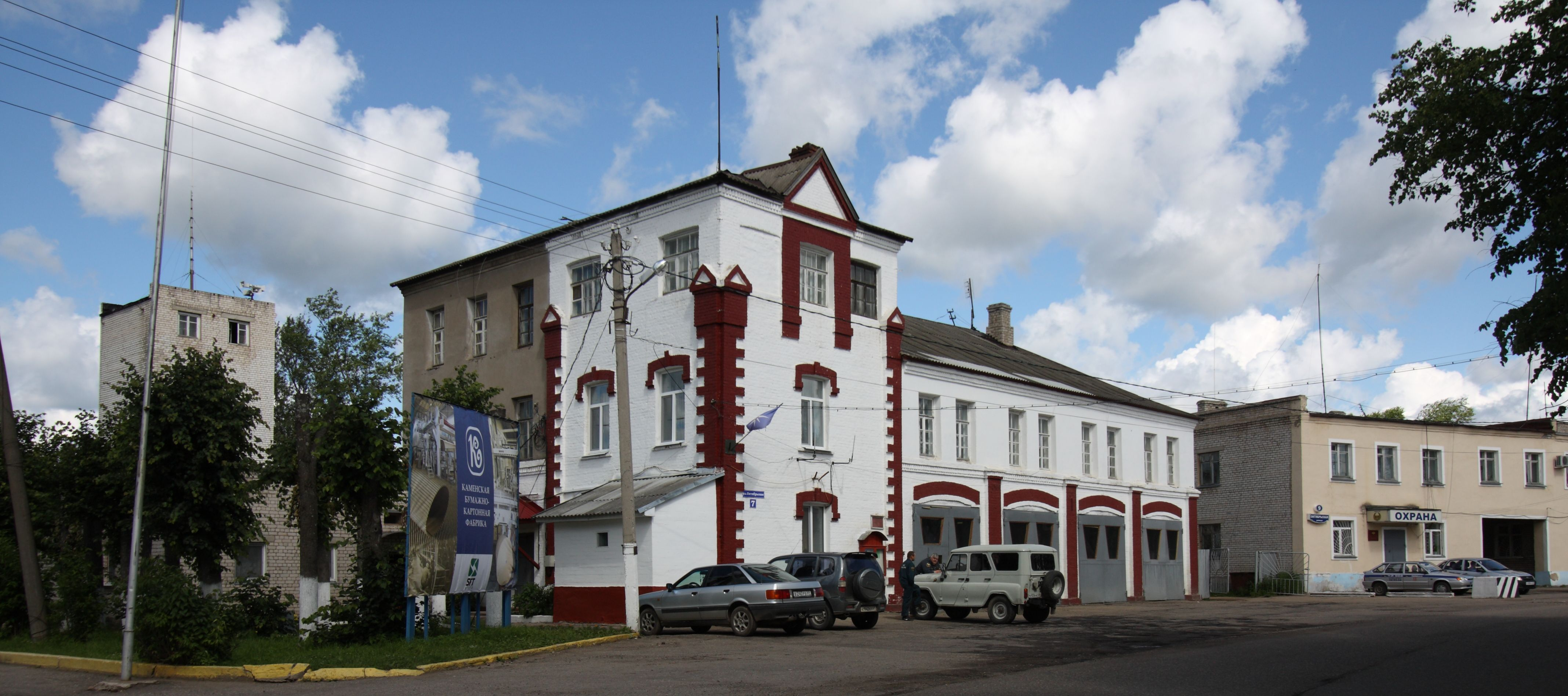
Brandweergebouw
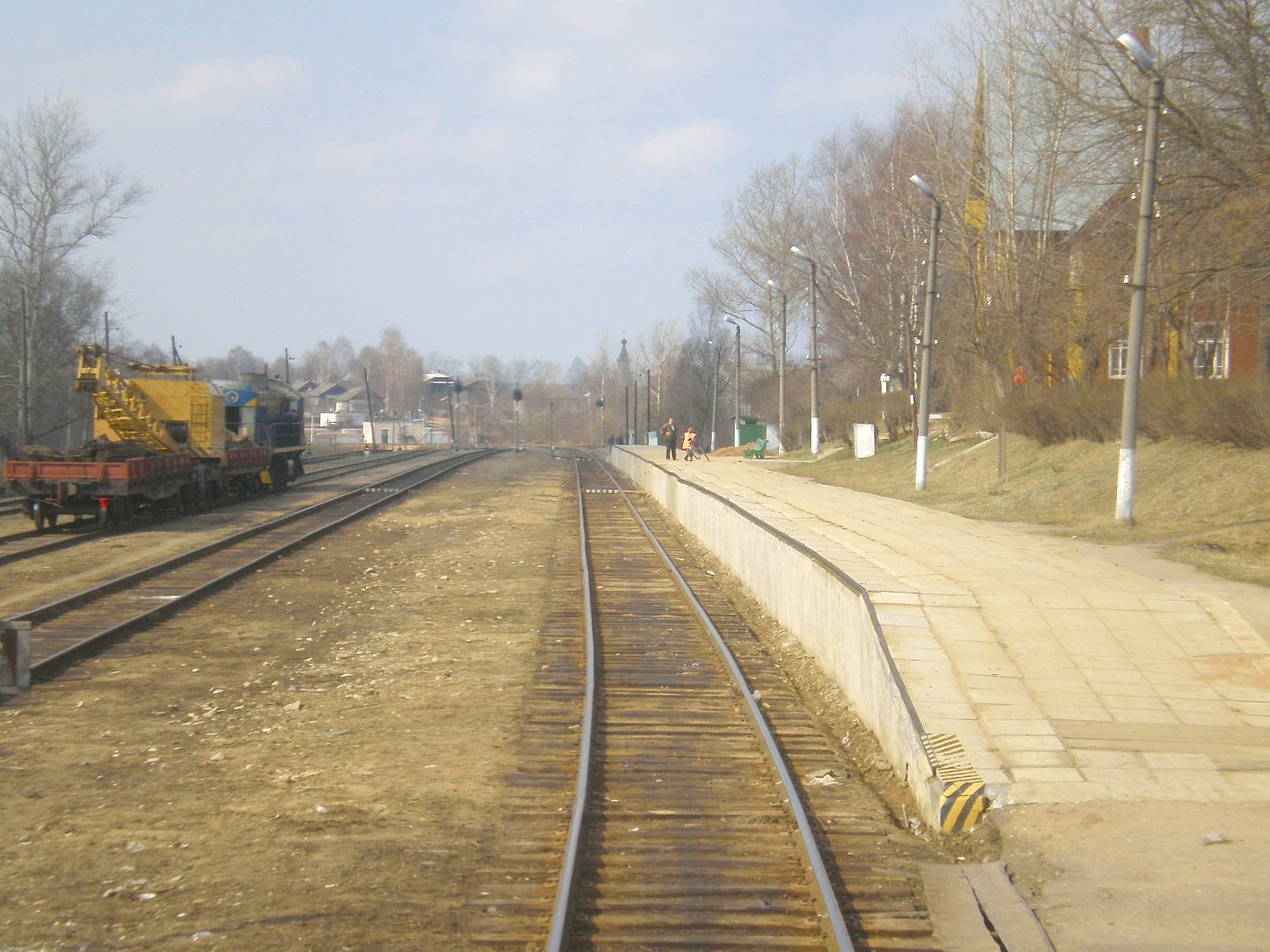
Het station van Koevsjinovo
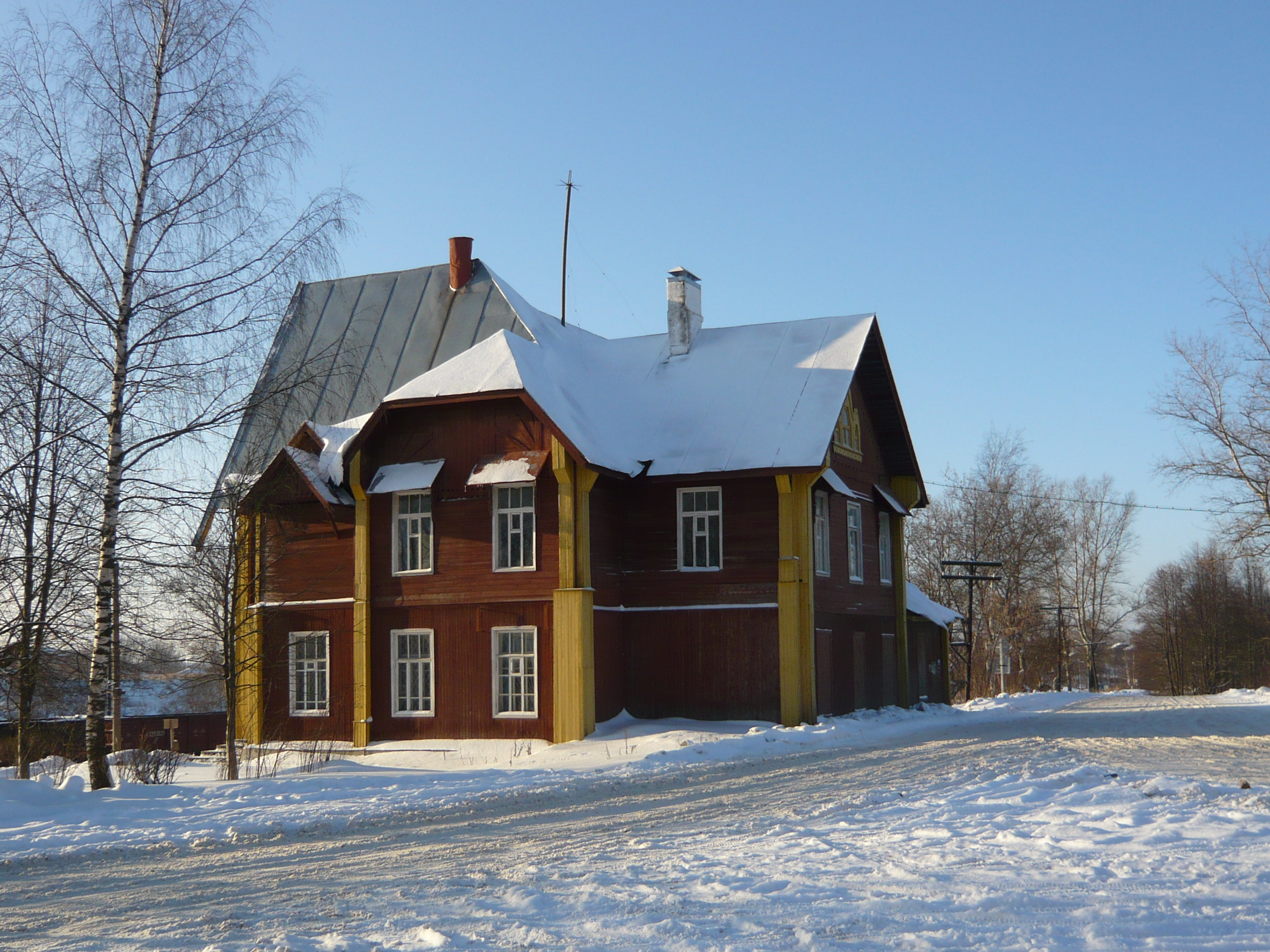
Het stationsgebouw in Koevsjinovo
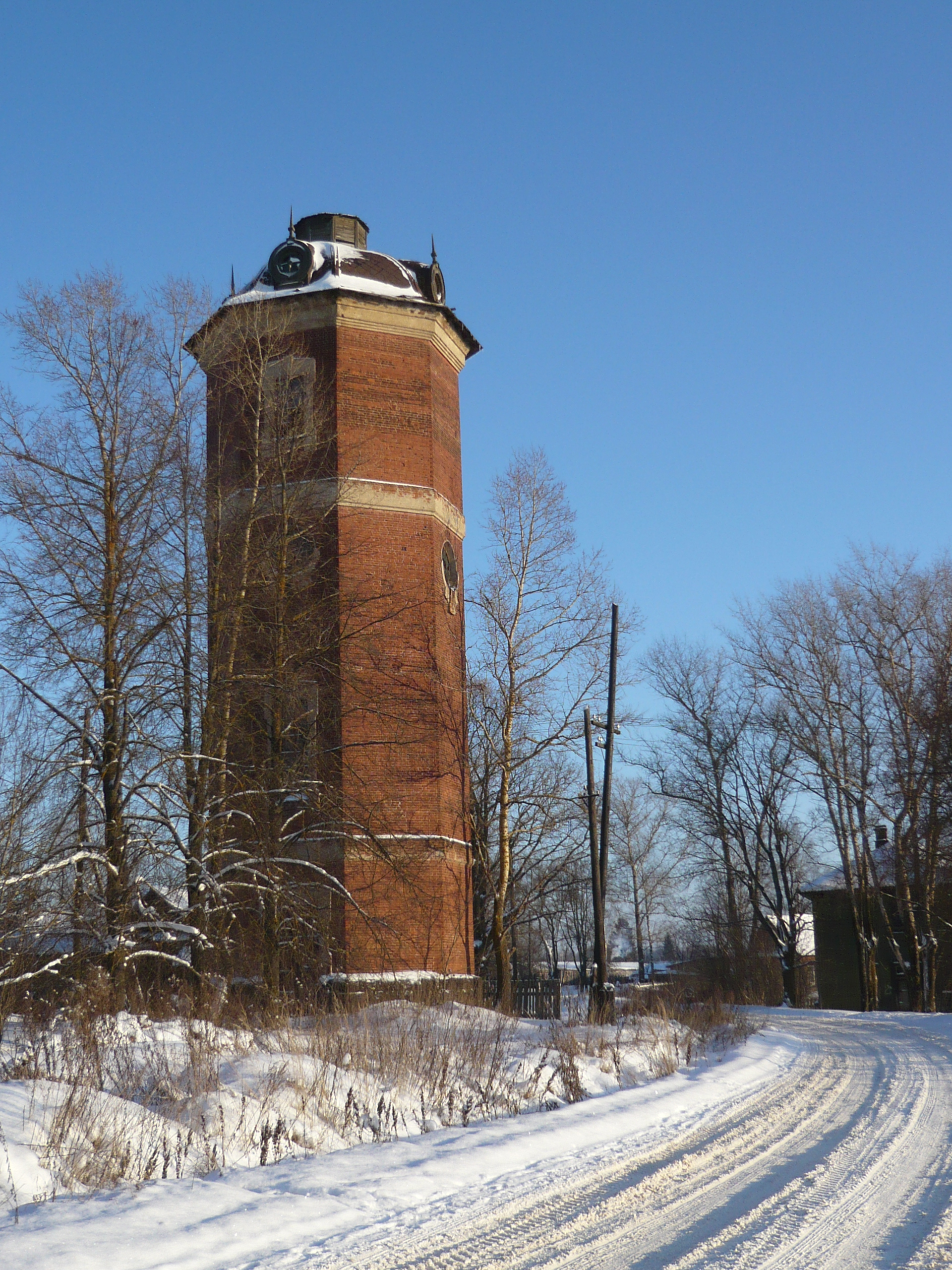
Watertoren op het station Koevsjinovo
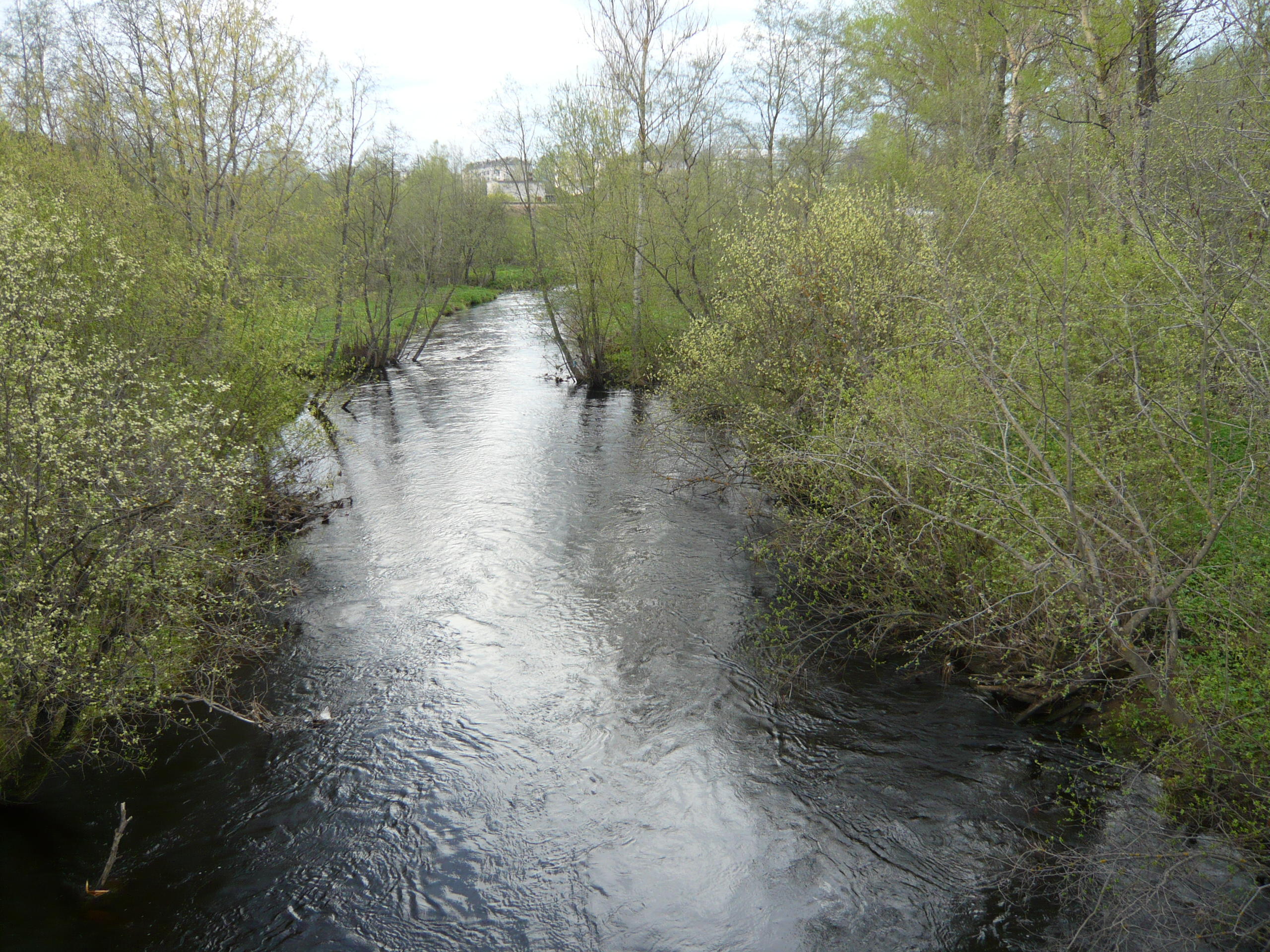
De rivier Osoega.
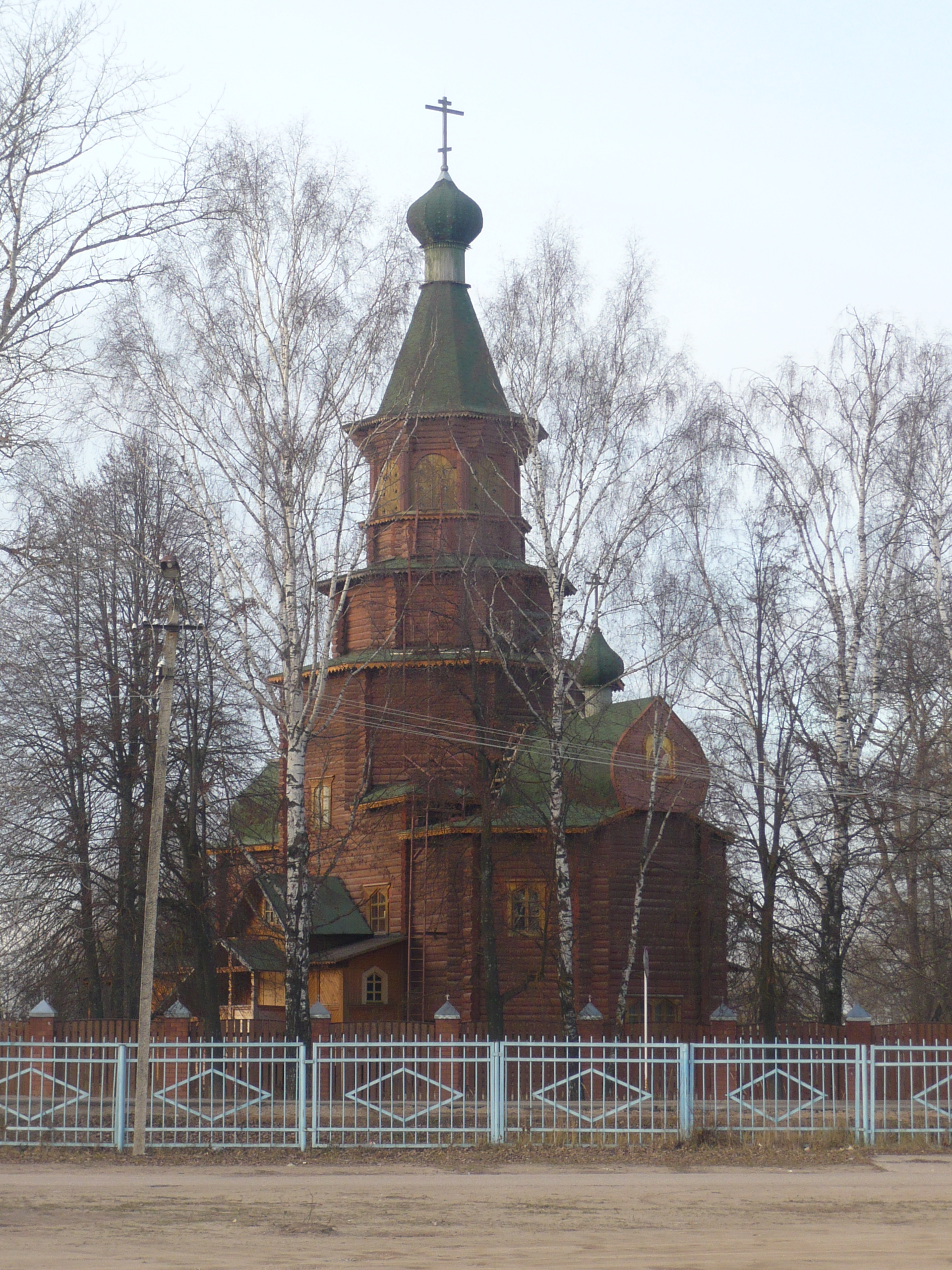
Kerk in Koevsjinovo
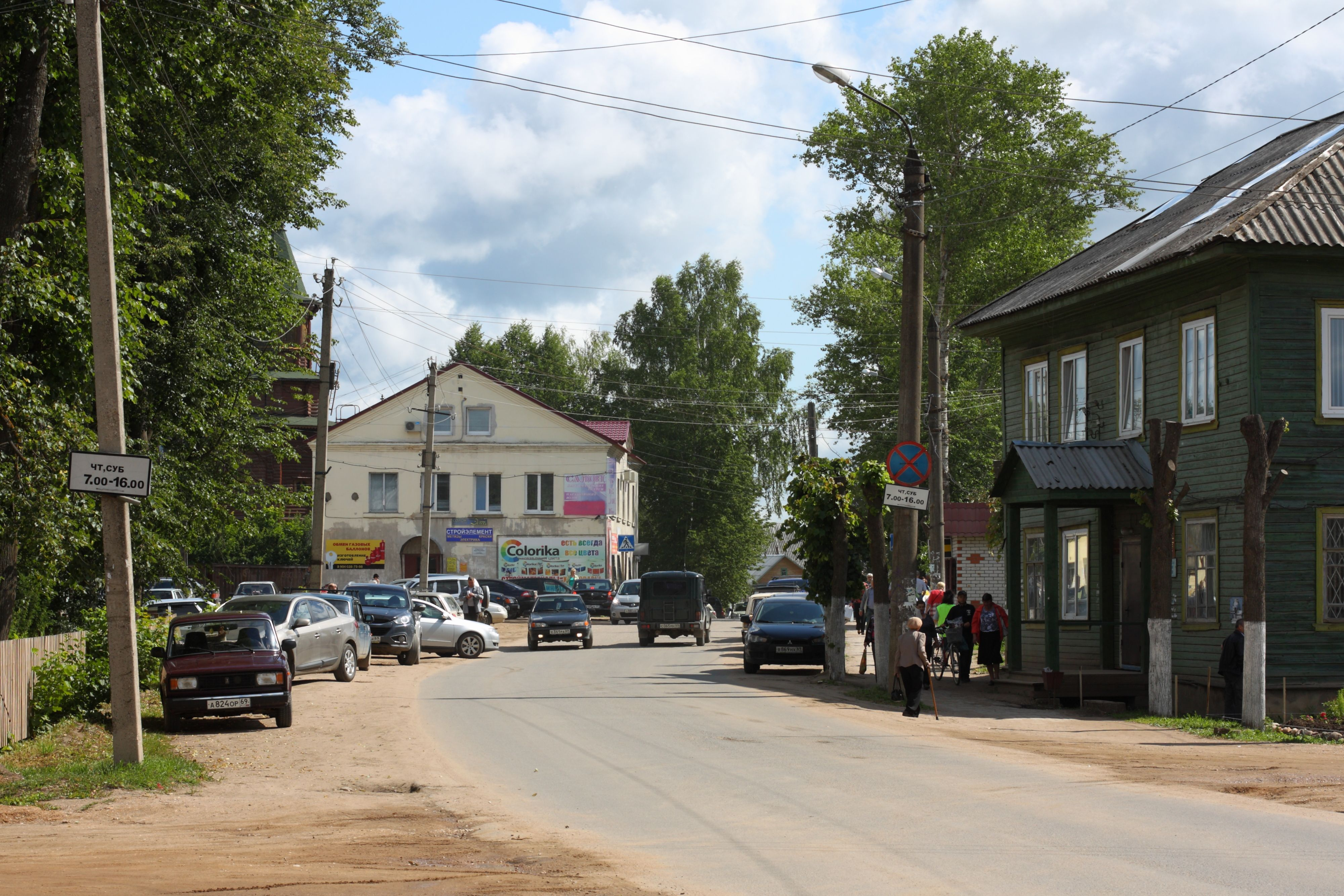
1ste Ortjabrskajastraat
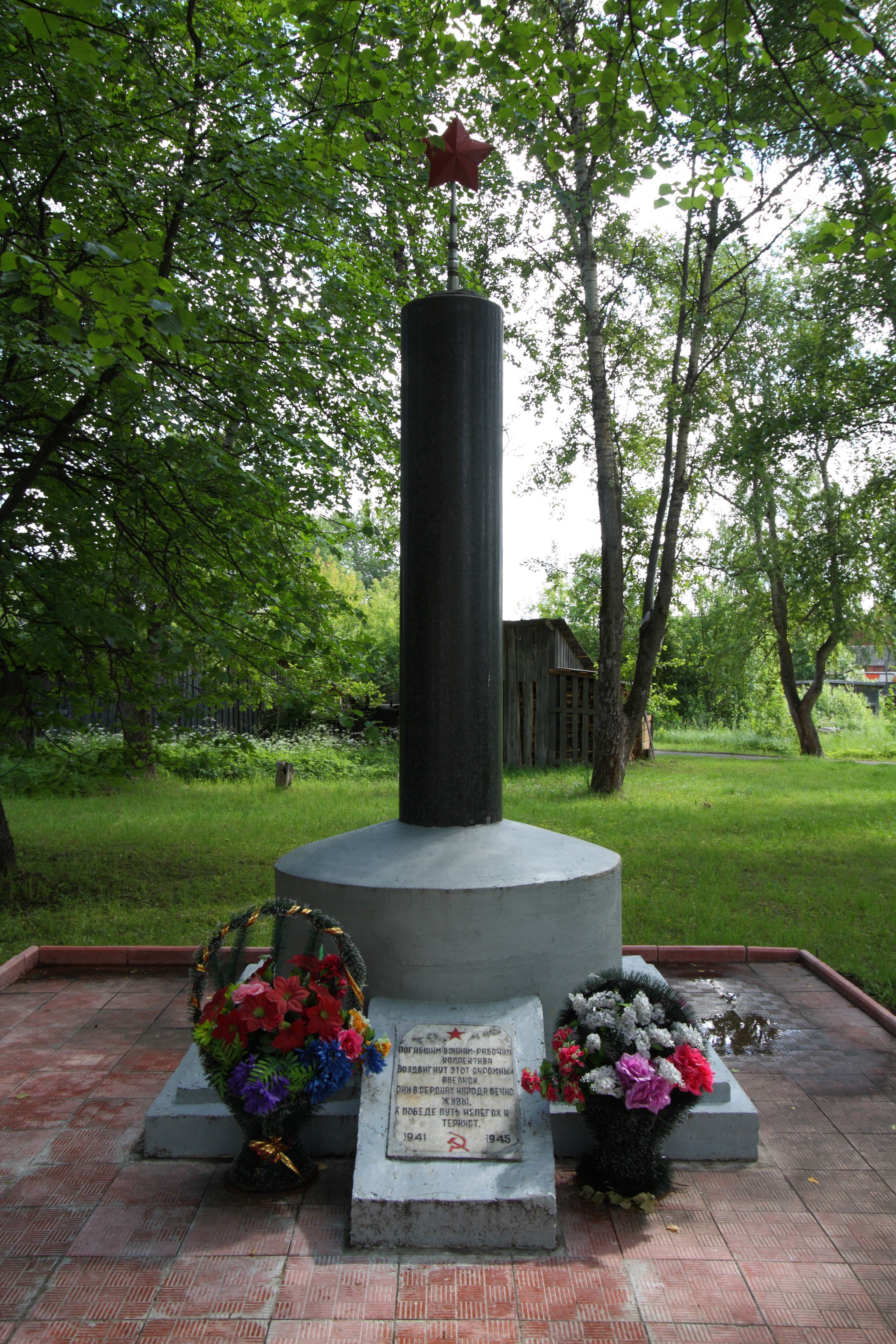
WOII-monument op het fabrieksterrein
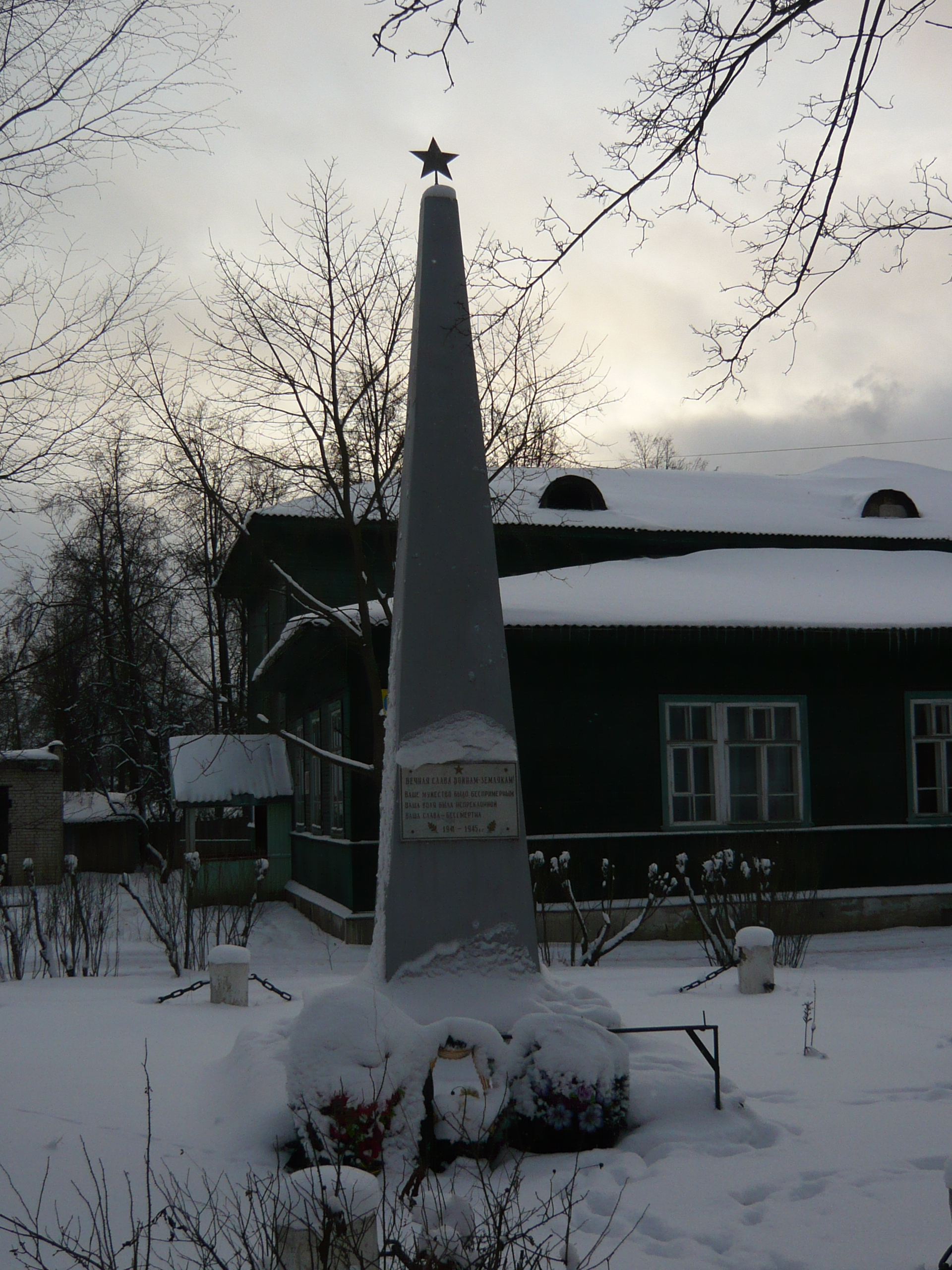
WOII-monument in de stad

Bestuurlijk centrum: Tver 

Andreapol · Bezjetsk · Bely · Bologoje · Kasjin · Kaljazin · Kimry · Konakovo · Krasny Cholm · Koevsjinovo · Lichoslavl · Nelidovo · Oedomlja · Ostasjkov · Rzjev · Staritsa · Torzjok · Toropets · Vesjegonsk · Vysjni Volotsjok · Zapadnaja Dvina · Zoebtsov